# 博爾蓋塞角鬥士

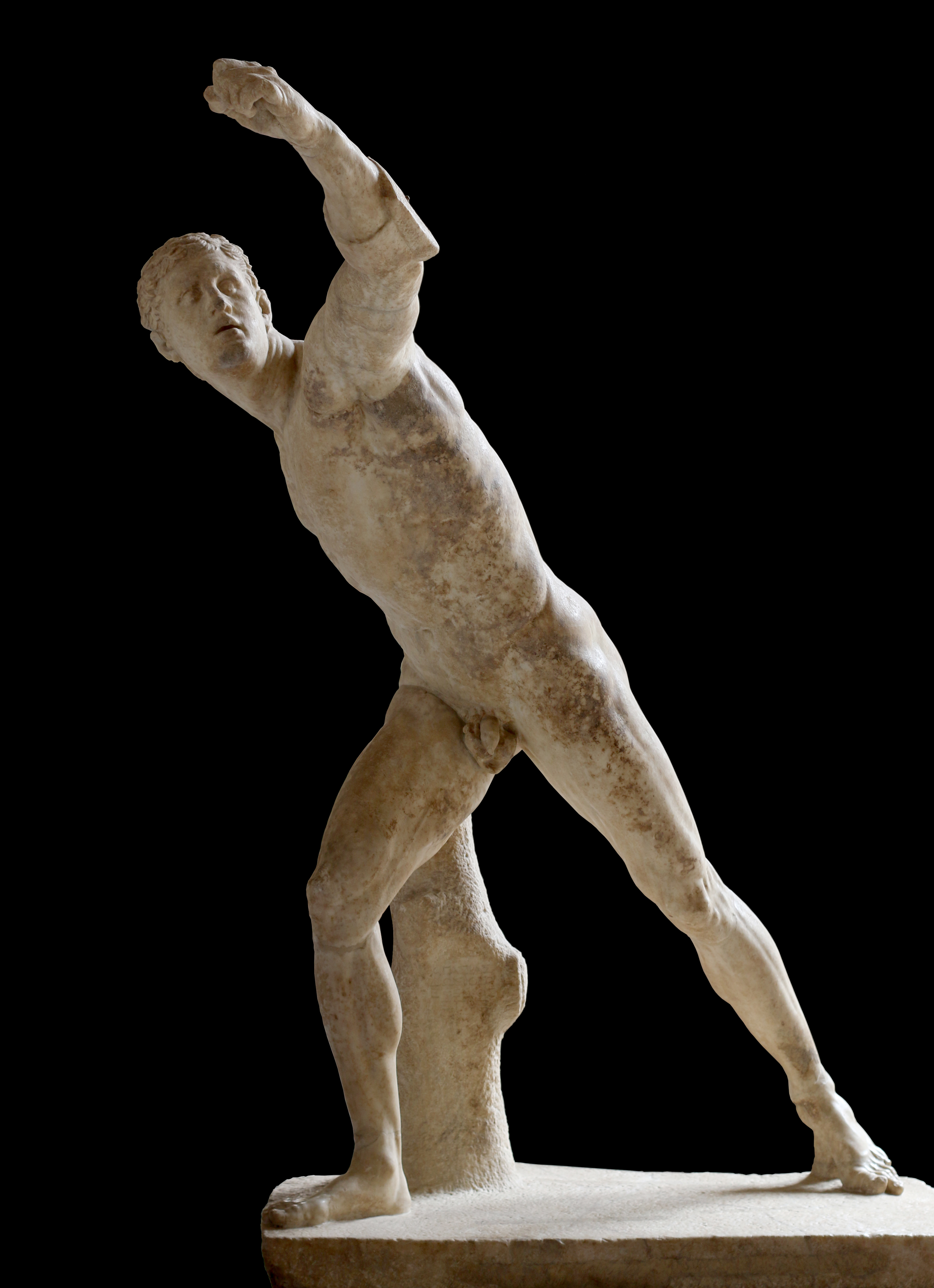
Borghese Gladiator

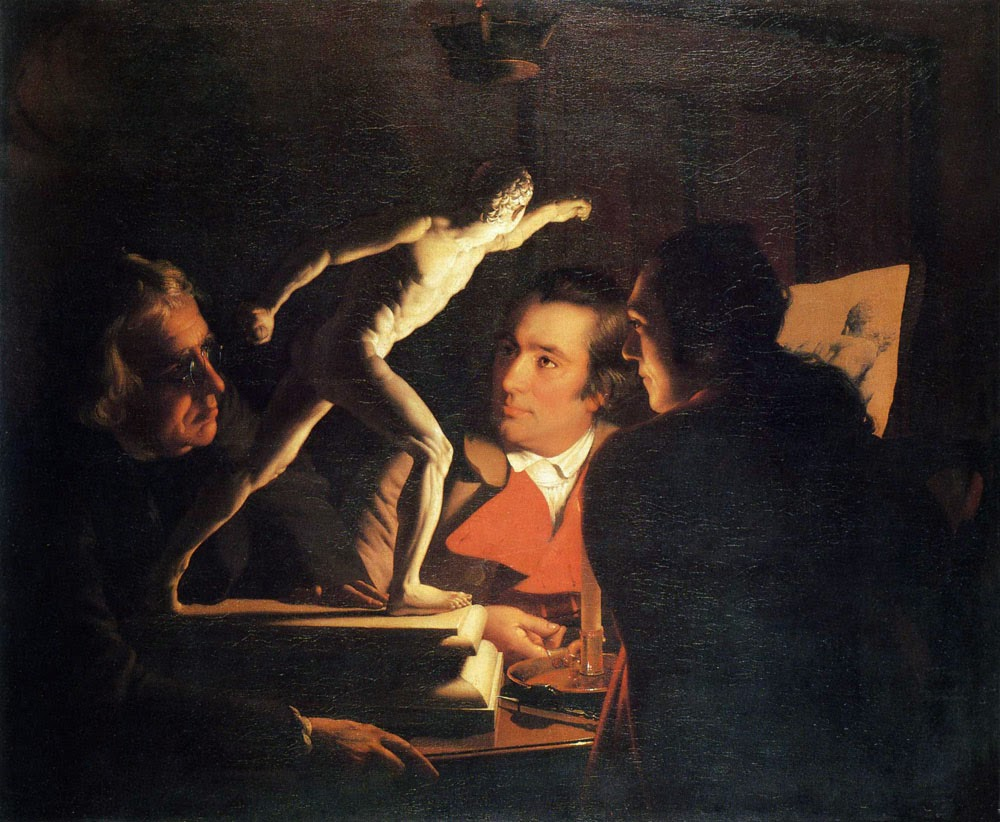
《烛光下观看角斗士的三个人》，作者：德比的约瑟夫·赖特，1765年

博爾蓋塞角鬥士是一件古希臘雕刻作品。高1.57米的大理石雕塑，表现了一名挥剑的人，创作于公元前100年的以弗所。并被多西休斯之子阿加西亚斯置于一个底座之上。

## 再发现
早在1611年之前，在內圖諾，古老的安濟奧地区，尼禄一处海边寝宫的遗址中，雕塑就已经公诸于世了，从人体的姿势上可以清楚的看出来，这雕塑所表现的并不是一名角斗士，而是一名正在与骑马的斗士作战的战士。据Friedrich Thiersch推测，这更像是表现阿基里斯正在于骑马的亚马逊人作战。
雕塑在罗马被博爾蓋塞家族纳为自己的藏品之一。放在博爾蓋塞別墅专门为它为命名的房间一楼，在18世纪80年代初期，由Antonio Asprucci 重新装饰过。在1807年被卡米洛·博爾蓋塞親王卖给了拿破仑。当博爾蓋塞藏品被卢浮宫接管后，雕塑也被移到巴黎，并直至现在。

## 绘画作品
- 在看过博尔盖塞角斗士雕像在意大利的巡展之后，鲁本斯将一个相同姿势（背部）的愤怒者的形象画进了为玛丽·德·美第奇所作的Conclusion of the Peace at Angers之中，位于画作右下方。该作品现存于卢浮宫。
- 约翰·科普利的《沃特森和鲨鱼》Watson and the Shark中的落水者(Brook Watson)是根据博尔盖塞角斗士雕像的姿势而作。
- 博尔盖塞角斗士雕像出现在Ménageot 的作品《达·芬奇死在弗朗西斯一世的怀中》The Death of Leonardo da Vinci in the arms of Francis I (1781)。Ménageot1769年至1774年在法国罗马学院（French Academy in Rome）居留，期间可能看到过雕像。但是，这是一个错误的时代设定。因为列奥纳多·达·芬奇死于1519年，在其死后大约90年雕像才被发现。
- 西德尼·帕金森的画作《奔向战斗的两个新荷兰土著》Two of the Natives of New Holland, Advancing to Combat中两个战士的姿态，是一种典型的高贵野蛮人的形象刻画，据说是根据博尔盖塞角斗士雕像而作。
- 托馬斯·科爾1863年的画作《Destruction》（《The Course of Empire》中的第四幅）里的无头雕像根据博尔盖塞角斗士雕像而作。